# أبو العباس محمد بن الأغلب
أبو العباس محمد بن الأغلب (حكم من ربيع الآخر 226 هـ إلى المحرم سنة 242 هـ، الموافق للفترة من 841 إلى 856 م) هو خامس ملوك الدولة الأغلبية خلفاً لوالده الأغلب بن إبراهيم الأول.
بسط مُحَمد الاول سلطانه على إفريقية، وشيد سنة 239 مدينة سماها العباسية قرب تاهرت، فأحرقها أفلح بن عبد الوهاب الإباضي وكتب إلى أمير الأندلس الأموي يعلمه بذلك، فبعث إليه الأموي مائة ألف درهم جزاء له على ذلك.
توفي محمد بن الأغلب يوم الإثنين 1 محرم 242 هـ، وكانت ولايته بالتاريخ الهجري 15 سنة و8 أشهر و10 أيام، وخلفه ولده أبو إبراهيم أحمد.